# Teri Polo

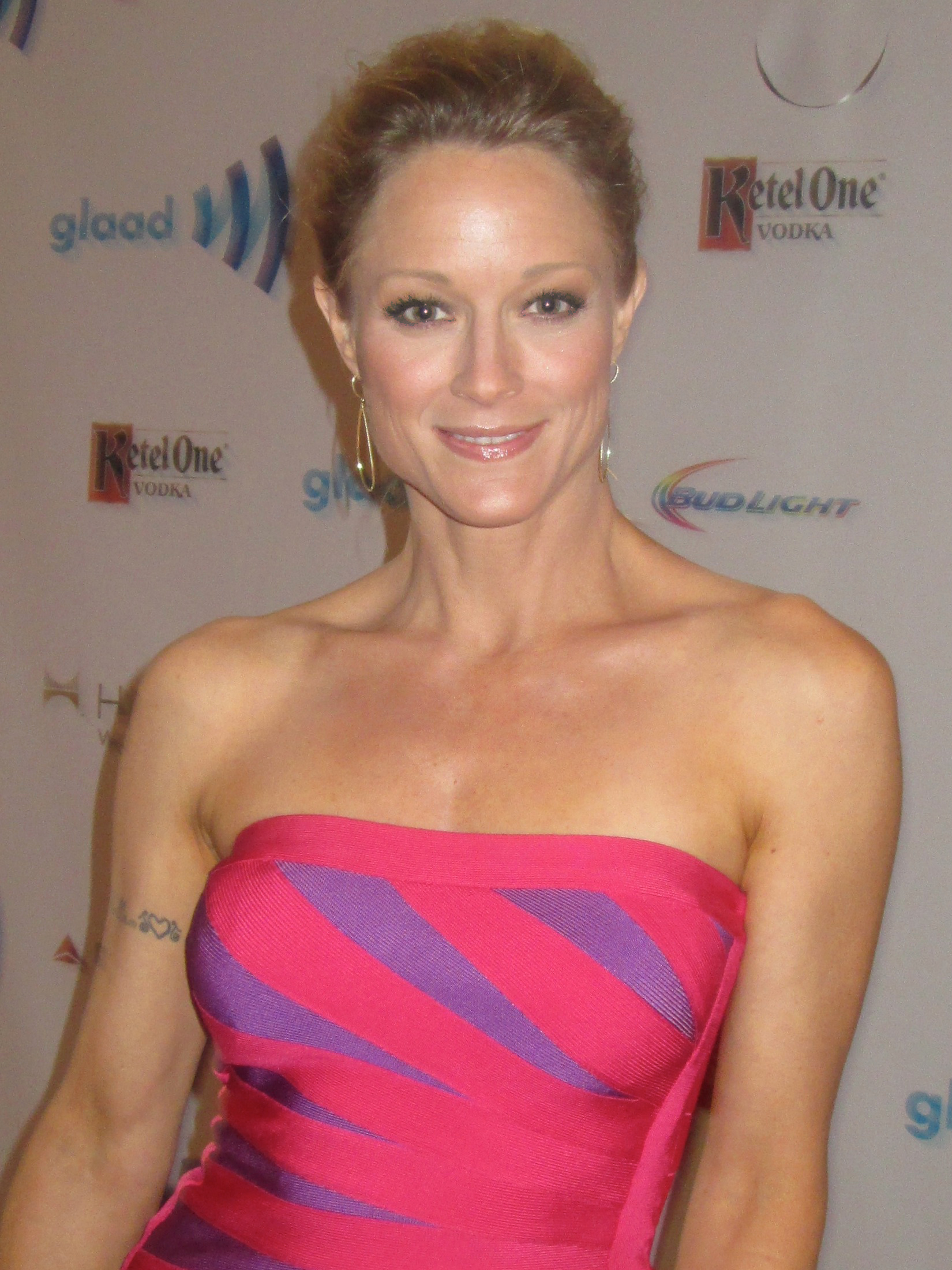
Teri Polo (2014)

Theresa Elizabeth „Teri“ Polo (* 1. Juni 1969 in Dover, Delaware) ist eine US-amerikanische Schauspielerin.

## Leben und Karriere
Mit 16 verließ Polo die Highschool, um sich ganz ihrer schauspielerischen Karriere zu widmen. Zunächst trat sie in Werbespots für Jeans auf.
Bekannt wurde sie an der Seite von Ben Stiller in der Komödie Meine Braut, ihr Vater und ich. Während das Sequel Meine Frau, ihre Schwiegereltern und ich in den Kinos lief, ließ sie sich auch für den Playboy ablichten (Februar 2005). Ansonsten ist sie überwiegend in TV-Produktionen zu sehen. 2005 bis 2006 hatte sie als Ehefrau des von Jimmy Smits gespielten demokratischen Präsidentschaftskandidaten eine der Hauptrollen in der sechsten und siebten Staffel der Polit-Serie The West Wing – Im Zentrum der Macht. Ab Juni 2013 übernahm sie die Hauptrolle der Stef Foster in der ABC-Family-Fernsehserie The Fosters.
Polo war von 1997 bis zur Scheidung 2003 mit dem Fotografen Anthony Moore verheiratet und hat mit ihm einen Sohn (* 2002). Ein Jahr später traf sie auf dem Set eines Videos den Schlagzeuger Jamie Wollam und lebt seitdem mit ihm zusammen. Die beiden haben eine gemeinsame Tochter (* 2007).

## Filmografie (Auswahl)
- 1988–1989: TV 101 (Fernsehserie, 17 Episoden)
- 1990: Das Phantom der Oper (The Phantom of the Opera, Fernsehfilm)
- 1990: Leute wie wir (People Like Us, Fernsehfilm)
- 1991: Born to Ride
- 1991: Mystery Date – Eine geheimnisvolle Verabredung (Mystery Date)
- 1992: Ein verrückter Leichenschmaus (Passed Away)
- 1993: Aspen (Aspen Extreme)
- 1993: Quick – Die Kopfgeldjägerin (Quick)
- 1993: Das Geisterhaus (The House of the Spirits)
- 1994: Golden Gate
- 1994–1995: Ausgerechnet Alaska (Northern Exposure, Fernsehserie, 13 Episoden)
- 1996: The Arrival – Die Ankunft (The Arrival)
- 1996: Danielle Steel – Es zählt nur die Liebe (Full Circle, Fernsehfilm)
- 1997: Dark Prayer – Tödliche Bedrohung (A Prayer in the Dark, Fernsehfilm)
- 1997: Besucher aus dem Jenseits – Sie kommen bei Nacht (House of Frankenstein, Fernsehfilm)
- 1998: Ein Herz für Brittany (A Father for Brittany, Fernsehfilm)
- 1998: Papas zweiter Frühling (The Marriage Fool, Fernsehfilm)
- 1999: Felicity (Fernsehserie, 5 Episoden)
- 1999–2000: Sports Night (Fernsehserie, 8 Episoden)
- 2000: Meine Braut, ihr Vater und ich (Meet the Parents)
- 2000: Frasier (Fernsehserie, Episode 8x06)
- 2001: The Unsaid – Lautlose Schreie (The Unsaid)
- 2001: Tödliches Vertrauen (Domestic Disturbance)
- 2002: Second String (Fernsehfilm)
- 2003: Straight from the Heart (Fernsehfilm)
- 2003: Practice – Die Anwälte (The Practice, Fernsehserie, 5 Episoden)
- 2003: Jenseits aller Grenzen (Beyond Borders)
- 2003–2004: I’m with Her (Fernsehserie, 22 Episoden)
- 2004: Meine Frau, ihre Schwiegereltern und ich (Meet the Fockers)
- 2005–2006: The West Wing – Im Zentrum der Macht (The West Wing, Fernsehserie, 18 Episoden)
- 2006: For the Love of a Child (Fernsehfilm)
- 2006: Legacy of Fear (Fernsehfilm)
- 2007: Full of It – Lügen werden wahr (Full of It)
- 2008: CSI Miami (Fernsehserie, 1 Episode)
- 2008, 2014: Law & Order: Special Victims Unit (Fernsehserie, 2 Episoden)
- 2009: Expecting a Miracle (Fernsehfilm)
- 2009: Ghost Whisperer – Stimmen aus dem Jenseits (Ghost Whisperer, Fernsehserie, Episoden 4x12–4x13)
- 2009: 2:13
- 2009: The Storm – Die große Klimakatastrophe (The Storm, Fernsehfilm)
- 2009: The Hole – Wovor hast Du Angst? (The Hole)
- 2009: Das Haus der Verfluchten (The Beacon)
- 2009: Monk (Fernsehserie, Episode 8x13)
- 2010: Meine Frau, unsere Kinder und ich (Little Fockers)
- 2011: Castle (Fernsehserie, Episode 3x23)
- 2011: We Have Your Husband (Fernsehfilm)
- 2012: A Taste of Romance (Fernsehfilm)
- 2012: Beyond – Die rätselhafte Entführung der Amy Noble (Beyond)
- 2012: Criminal Minds (Fernsehserie, Episode 7x17)
- 2012: Der Engel von nebenan (Christmas Angel, Fernsehfilm)
- 2012: Das Weihnachtsherz – Das Geschenk meines Lebens (The Christmas Heart, Fernsehfilm)
- 2013: Final Recourse
- 2013–2018: The Fosters (Fernsehserie, 104 Episoden)
- 2014: Book of Love – Ein Bestseller zum Verlieben (Authors Anonymous)
- 2014: A Bit of Bad Luck
- 2014: The Christmas Shepherd (Fernsehfilm)
- 2015: Romantically Speaking (Fernsehfilm)
- 2015: Love, Again (Fernsehfilm)
- 2016: Outlaws and Angels
- 2016: Royal Pains (Fernsehserie, 2 Episoden)
- 2016: Living with Models (Fernsehserie, 2 Episoden)
- 2016: JL Ranch (Fernsehfilm)
- 2017: Deadly Delusion (Fernsehfilm)
- 2019: The Bravest Knight (Fernsehserie, 8 Episoden, Stimme von Saylor)
- 2019–2024: Good Trouble (Fernsehserie)
- 2020: All for Nikki
- 2020: JL Family Ranch: The Wedding Gift (Fernsehfilm)
- 2021: Deadly Switch
- 2021: The Ravine
- 2021: Fourth Grade
- 2021: Four Cousins and A Christmas
- 2021: Ein großer Sprung (The Big Leap, Fernsehserie, 11 Episoden)
- 2022: Navy CIS (NCIS, Fernsehserie, 2 Episoden)
- 2024: FBI: International (Fernsehserie, Episode 3x13)
- 2024: Spread
- 2024: Relative Control